# 王洙
王洙（おうしゅ、997年-1057年）は、北宋の書誌学者、目録学者。松城（現在の河南省商丘）出身。 「金匱要略」の発見者として知られる。

## 概要
幼少のころから聡明で、芸術、数学、陰陽、五行、古典、書道など多くのことを学んだ。進士となり 郝・湘・徐・昊の各州に任官した。 翰林学士であったとき、国家の図書館で偶然に張仲景の「金匱玉函要略方」3巻を見つけた。上巻は傷寒、中巻は雑病、下巻は処方と婦人病が記されたものであった。「金匱玉函要略方」は、 その後、さまざまな学者によって編集され、「雑病」、「食禁」、「禁忌」などを記した『金匱要略』としてまとめられた。 晩年は、特に古風な書体で書くことを好んだ。寛大で気さくな人物で、一族のために良く尽くし、友人に信頼され、独身者はすべて結婚させた。 

## 金匱要略
張仲景は「傷寒と雑病の論」全16巻を著したが、北宋の時代になると「傷寒論」部分10巻が伝存するのみで、「雑病の論」の部分6巻分は散逸してしまい、1～2割が諸家の方書に引用されているにすぎない状態であった。王洙は国家の図書館で虫損を受けた古書中に、「傷寒と雑病の論」をまとめた「金匱玉函要略方」を発見した。そこで転写して数人の学識者に伝え、処方を使用してみたところ、効果は神のごとくであった。「金匱玉函要略方」は、上巻は傷寒、中巻は雑病、下巻は下巻に処方と婦人病が記されていたが、林億らが校正し、上巻の傷寒部分はすでに「傷寒論」として校刊済みなので除き、中下巻の雑病、婦人病、および飲食禁忌までを全25篇、処方262方の3巻本に再編成し、書名は（王洙発見書の）旧称を踏襲して「金匱要略」とした。